# Faramir

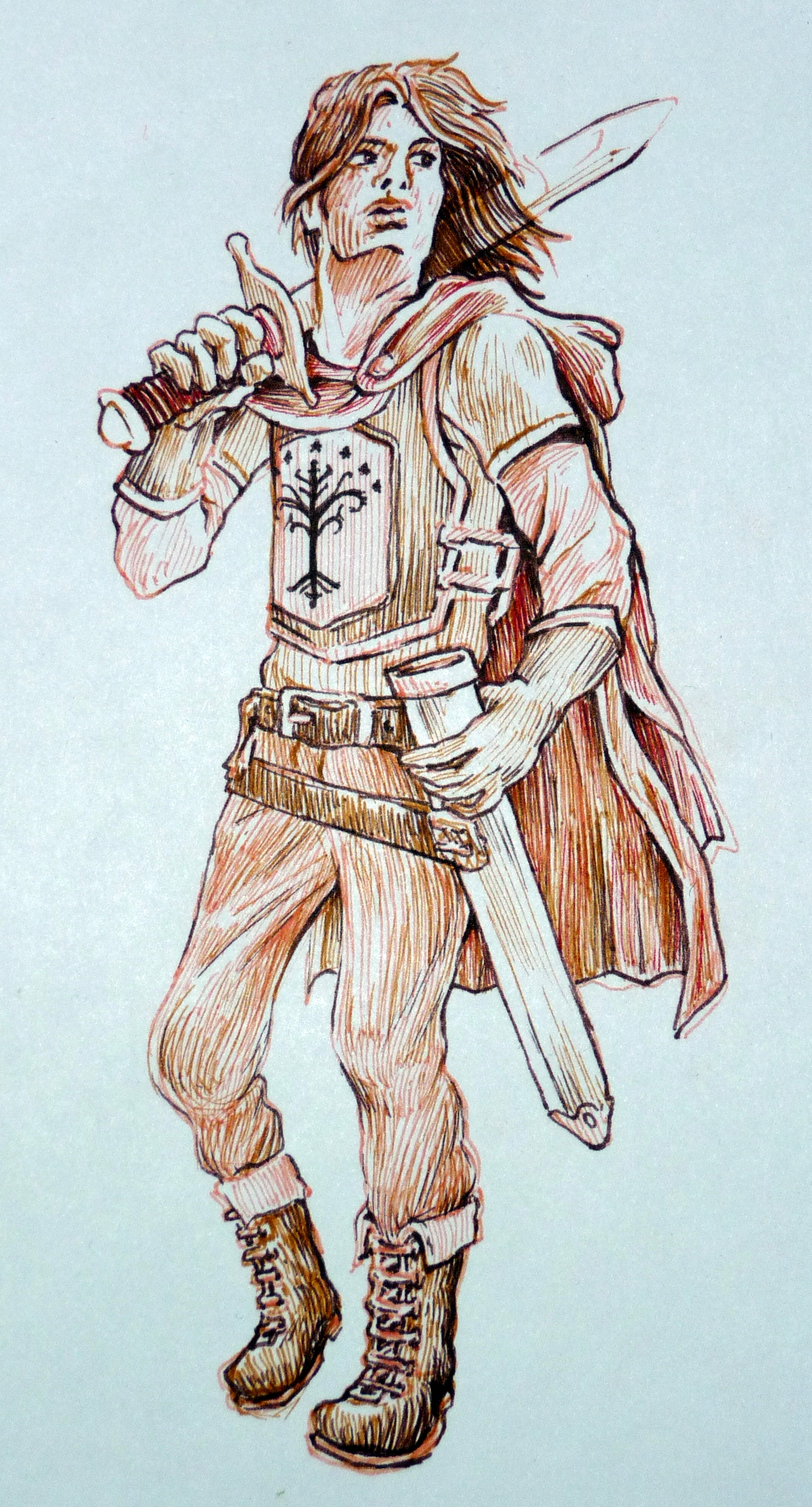
Faramir

Faramir este unul dintre personajele ficționale din trilogia Stăpânul Inelelor scrisă de J.R.R. Tolkien.